# Gasometer (Wien)

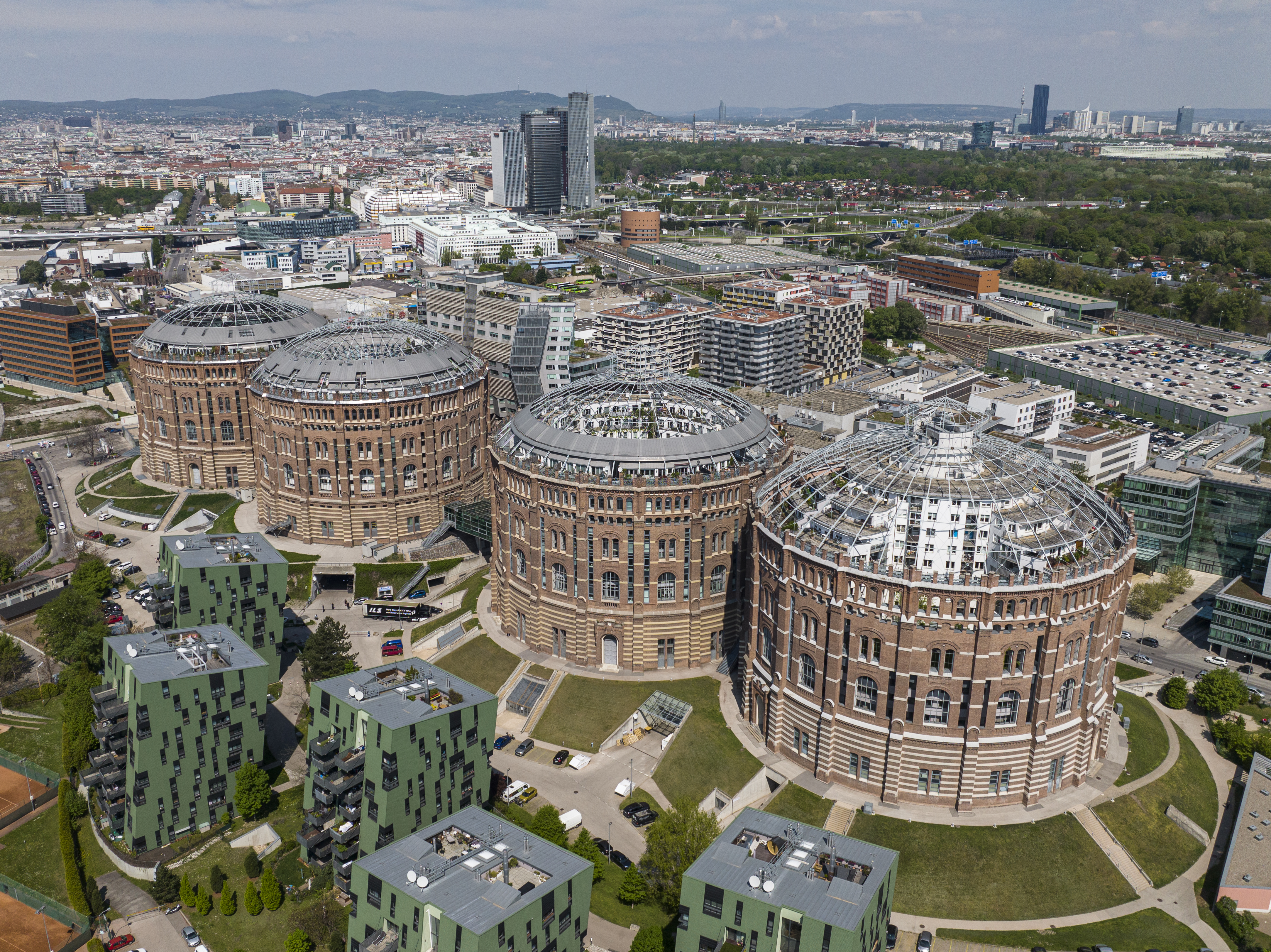
Luftbild der Gasometer

Die Gasometer in Wien-Simmering sind vier in der Fassade erhaltene, ehemalige Gasbehälter aus dem Jahr 1896. Sie wurden in einem umfangreichen Umbau von 1999 bis 2001 revitalisiert und weisen nun ein Entertainmentcenter, etliche Wohnungen, ein Studentenheim und eine Veranstaltungshalle auf. Die Gasometer waren ein Teil des Gaswerk Simmering, um Versorgungsschwankungen im Wiener Gasnetz auszugleichen. Sie waren technisch als Niederdruckspeicher für das aus Kohle gewonnene Stadtgas ausgeführt. Das Gaswerk Simmering war neben dem Gaswerk Leopoldau eines von zwei städtischen Gaswerken um die Jahrhundertwende. Ursprünglich waren es 6 Gasbehälter. Einer davon war ein sogenannter Schrauben-Gasbehälter.
Die Gebäude gelten schon seit jeher als Wahrzeichen des 11. Wiener Gemeindebezirks Simmering, da sie aufgrund ihrer Größe bereits von Weitem zu sehen sind. Das Gaswerk Simmering mit den Gasometern war von 1899 bis 1975 in Betrieb. Seit der Revitalisierung zählen auch Touristen aus allen Teilen der Welt und Architekturexperten zu den Besuchern der Gasometer.
Durch den jahrzehntelangen großtechnischen Gaswerksbetrieb wurden Untergrundbelastungen durch Phenole, Kohlenwasserstoffe und Cyanide am Areal festgestellt und mehrere Teile des Geländes im Jahr 1996 als Altlast W18 im Altlastenkataster des Umweltbundesamtes aufgenommen.

## Konstruktionsdaten

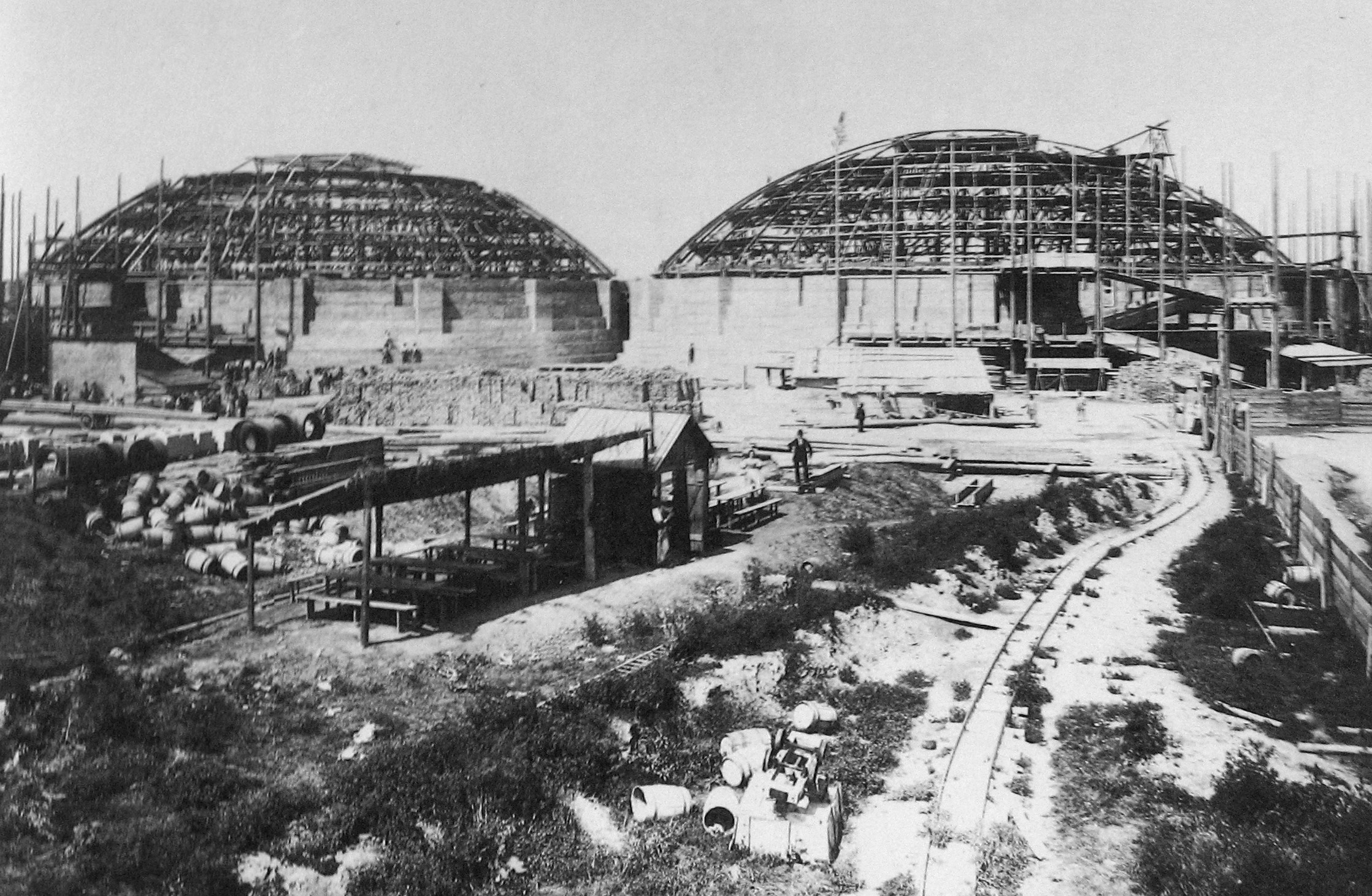
Bau der Gasometer, 1897

Die zylindrischen Glockengasbehälter mit je 90.000 Kubikmeter Gasvolumen, die in einem Wasserbassin standen, wurden mit einer Ziegelfassade umgeben. Die Glockengasometer messen vom Straßenniveau bis zur Spitze rund 70 Meter und ungefähr 60 Meter im Durchmesser. Ein fünfter, im Herbst 1908 vom Gemeinderat beschlossener und in der Folge hinzugebauter Gasometer wurde als Teleskopgasbehälter ausgeführt; mit 150.000 m³ Fassungsvermögen war er der größte Gasometer in Simmering. Er befand sich südlich der vier erhaltenen Bauten auf einem heute als Sportplatz genutzten Areal. 1945 von einem Bombentreffer schwer beschädigt und am 30. September 1947 wieder in Betrieb genommen, wurde das Bauwerk im Jahr 1981 abgerissen.

## Geschichte

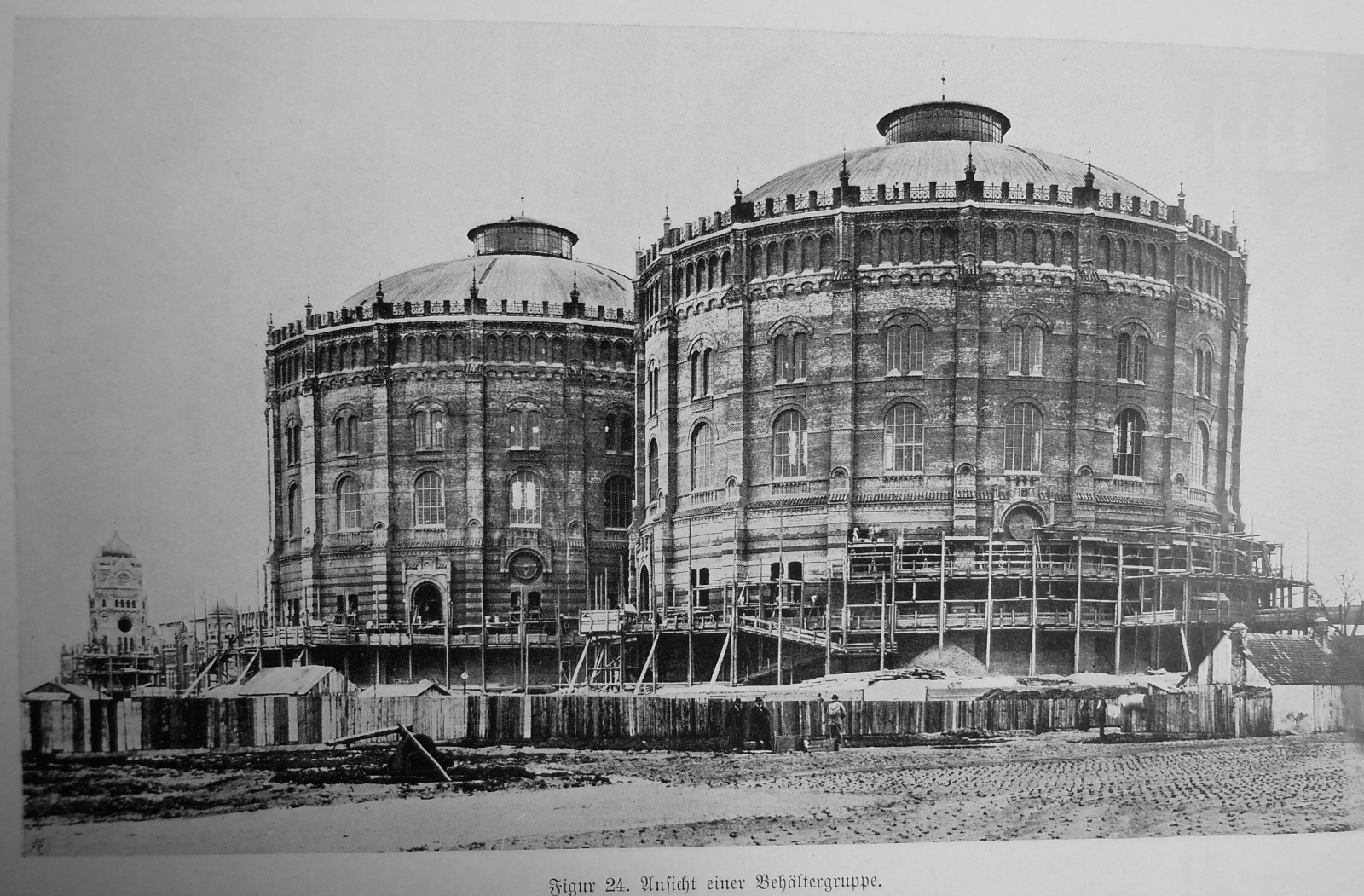
Gasometer, 1901

Der Bau der Gasometer in Wiens elftem Gemeindebezirk Simmering fand von 1896 bis 1899 im Rahmen der Errichtung des Gaswerks Simmering statt. Hersteller der Kesselkonstruktionen war die Firma F. A. Neuman aus Eschweiler. Das Gaswerk Simmering wurde am sogenannten Bürgerspitalsgrund – auch Große Spitalwiese genannt – errichtet, auf dem sich bis dahin Gärtnereien und Felder befanden sowie die Zündhütchenfabrik des liberalen Bezirksvorstehers von Simmering, Georg Krepp. Am 15. März 1897 begann der Bau des zentralen Ofenhauses, welches zur Kohlevergasung 1620 Retorten umfasste. Pro Retorte konnten 250 kg Kohle pro Tag umgesetzt werden und so in Summe pro Tag 432.000 m³ Stadtgas erzeugt werden. Die feierliche Eröffnung des Gaswerks samt Weihe aller Objekte durch Weihbischof Johann Baptist Schneider (1840–1905) fand am 31. Oktober 1899 statt, um Mitternacht dieses Tages nahm das Werk seinen Betrieb auf und beleuchtete die Laternen auf der Ringstraße erstmals mittels Gas.
Vor dieser Zeit erfolgte die Versorgung durch die Imperial-Continental-Gas-Association (ICGA) mit Sitz in England. Nachdem die Verträge zwischen der ICGA und der Stadt Wien ausliefen, entschloss sich die Stadt zur Errichtung einer eigenen kommunalen Gasversorgung. Das Gaswerk war zur Zeit der Errichtung das größte seiner Art in ganz Europa.
Am 7. Jänner 1904 überstieg die tägliche Gasabgabe erstmals 500.000 m³. Während das erzeugte Gas zunächst ausschließlich für Beleuchtungszwecke verwendet wurde, erweiterte sich ab 1910 die Nutzung in privaten Haushalten (Gasherde, Heizgeräte). 1908 wurde mit dem Bau eines fünften Gasbehälters begonnen (Inbetriebnahme Herbst 1909). Im Jahr 1911 kam es zur Übernahme der Versorgungsgebiete der beiden verbliebenen privaten Gasanstalten. Der wachsende Bedarf erforderte 1912/13 den Übergang zur mechanischen Beladung der Öfen mit Kohle. 1914 ging eine Koksaufbereitungsanlage mit einer Kapazität von 60 Tonnen pro Stunde in Betrieb. Nach Ende des Ersten Weltkrieges setzte sich der Ausbau fort. Eine Anlage zur Gewinnung von Schwefel, der Bau eines neuen Kesselhauses und der Ausbau der Zentralgeneratorenanlage standen im Mittelpunkt. 1926–1928 wurden fünf BBC-Dampfturbinengebläse errichtet. Die 1935 in Betrieb genommene neue Verbundofenanlage wurde wahlweise mit Generator- oder Stadtgas beheizt. Nachdem 1939 eine neue Koksbrech- und Sortieranlage gebaut und 1940–43 die bestehende Kammerofenanlage erweitert wurde, musste am 20. Dezember 1943 die Erzeugung von Wassergas kriegsbedingt eingestellt werden.
Auf Grund seiner Kriegswichtigkeit waren das Gaswerk Simmering und die Gasbehälter 1944/45 mehrmals Ziel von Angriffen alliierter Bomber. Am 16. Juli fand ein erster Großangriff auf das Gaswerk statt. Rund 1200 Stabbrandbomben fielen auf das Werksgelände. Am 17. Oktober 1944 fielen erneut Sprengbomben, am 11. Dezember 1944 Brandbomben. Bei beiden Angriffen wurden auch die Behälter schwer getroffen. Durch den ersten Erdgasbezug aus dem Marchfeld am 30. Dezember 1944 konnten die Produktionsausfälle durch die Angriffe allerdings teilweise kompensiert werden. Am 9. April 1945 besetzte im Zug des Kampfs um Wien die Rote Armee das Werk. Ab 20. Mai 1945 konnte erstmals wieder Gas abgegeben werden. Es dauerte bis 1948 ehe der Normalbetrieb wieder völlig hergestellt war. Während der 1950er Jahre kam es zu umfangreichen weiteren Ausbauschritten. Die Umstellung auf Erdgasversorgung mit ihrer Speicherung in unterirdischen Behältern machte die alten Gasbehälter überflüssig, weshalb sie am 11. Mai 1966 stillgelegt wurden. Seit 1967 ist das Stadtgas entgiftet. Ab 1968 bezog das Gaswerk Simmering mit seinen Gasbehältern Erdgas aus der Sowjetunion. Am 17. Dezember 1968 wurde der neue Schraubenbehälter mit einem Fassungsraum von 300.000 Kubikmeter, der größte seiner Art in Europa, in Betrieb genommen.
1978 wurden die Ziegelbehälter als Industriedenkmale unter Denkmalschutz gestellt, in den 80er Jahren begannen Überlegungen über eine andere Nutzung. Der freistehende Gasbehälter V wurde bereits am 14. Oktober 1980 stillgelegt. 1980–1982 wurde der Gasbehälter 5 abgebrochen. 1985 erfolgte die Außerbetriebnahme des Gasbehälters 2. 1986 auch jene der Gasbehälter 1, 3 und 4; der ebenfalls 1986 außer Betrieb genommene Schrauben-Gasbehälter 6 wurde 1987 demontiert. Gleichzeitig wurde ein neues Zentrallager der Gaswerke in Simmering eingerichtet. Die Geschichte der Gasproduktion und -lagerung am Standort Simmering ging damit zu Ende. Einer der Behälter wurde 1988 restauriert. 1988 dienten die Gasometer als Ausstellungsraum für die Ausstellung „100 Jahre Sozialdemokratie“, danach auch für einige Rave- und Techno-Events aufgrund ihres Baustils, der einen besonderen Klang erzeugte.

### Ursprüngliche Nutzung

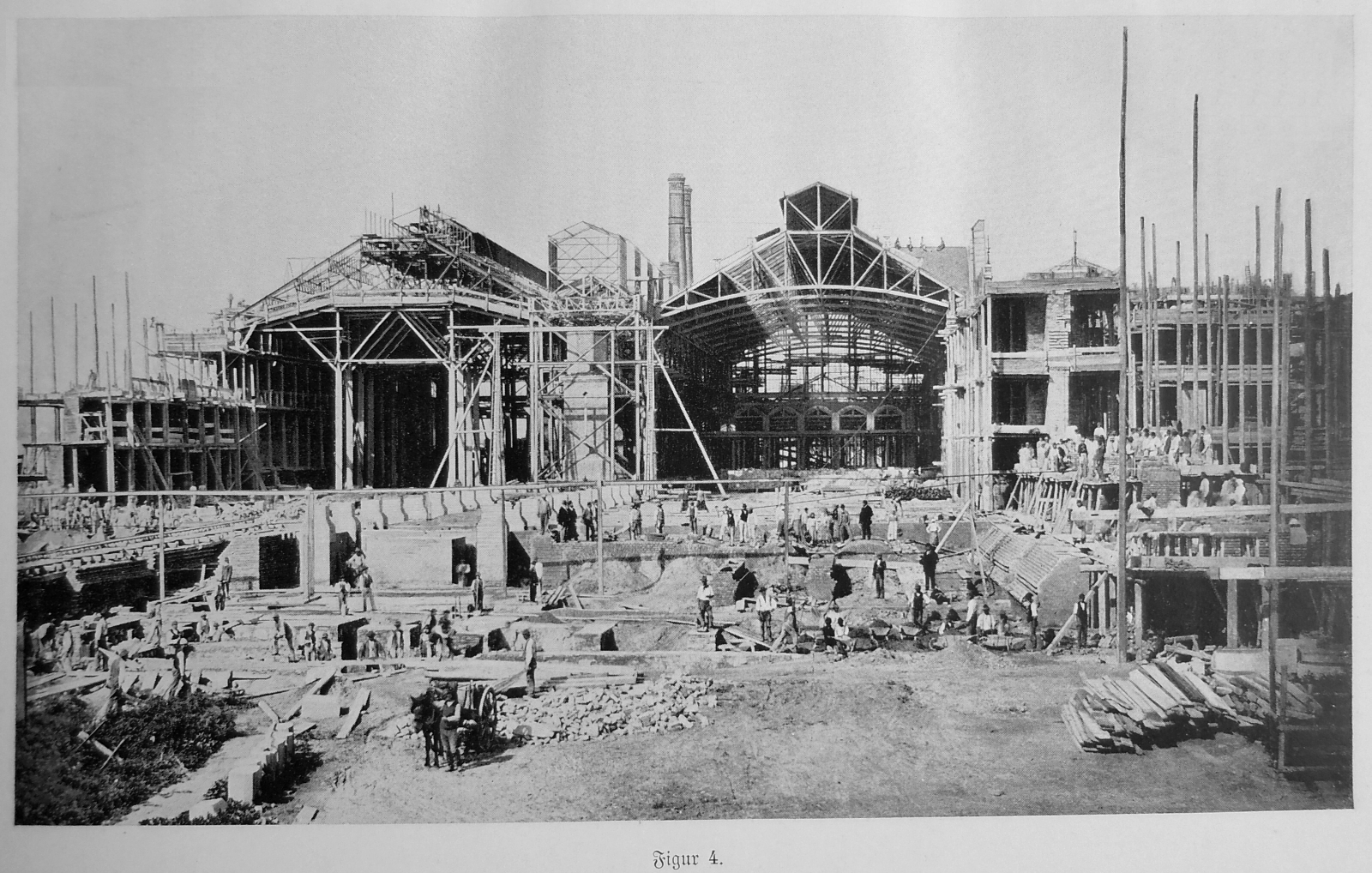
Bau des Ofenhauses

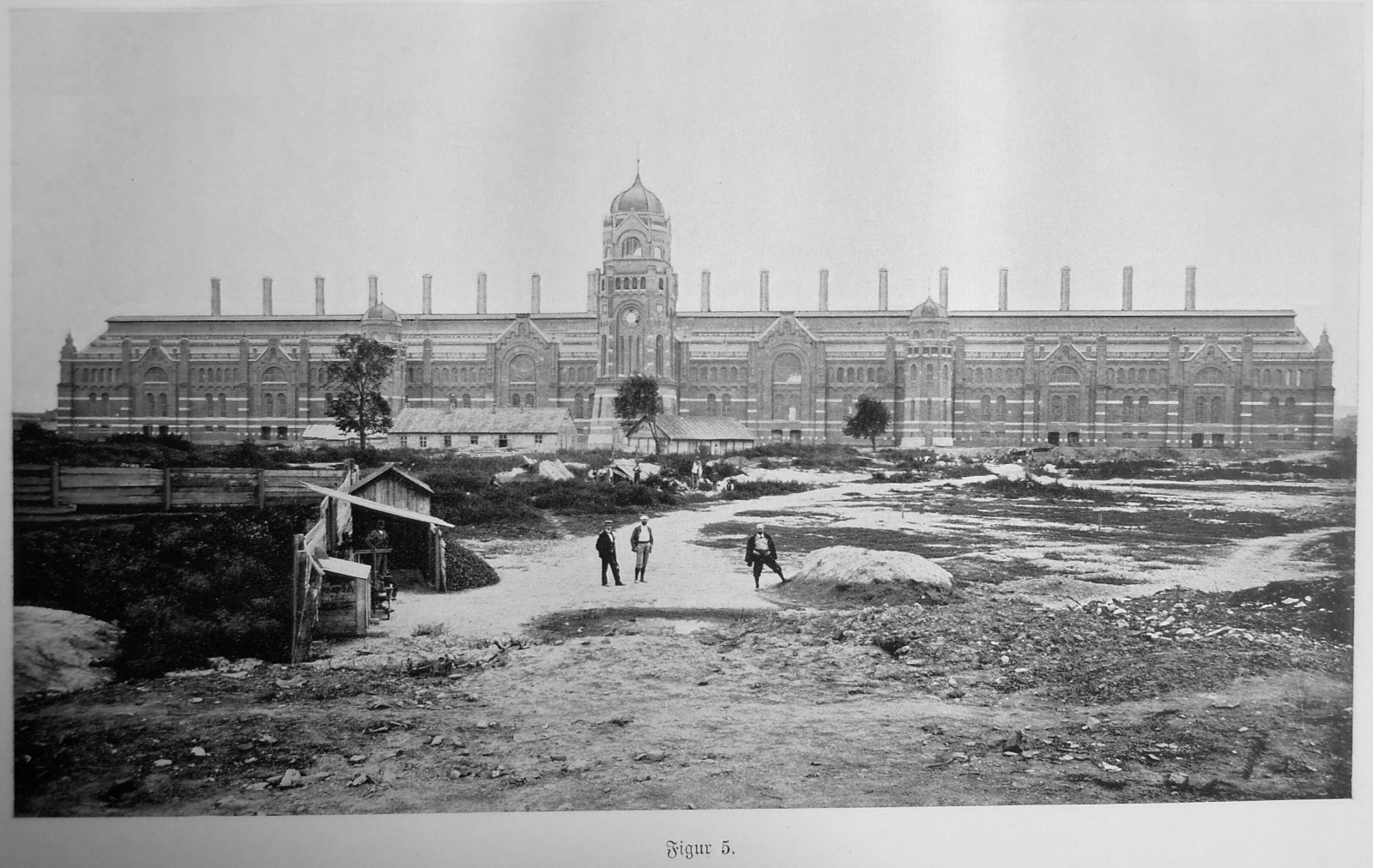
Ofenhaus vom Norden aus gesehen. Das Areal wird 2012 als Betriebsgelände von der Wien Energie Gasnetz genutzt.

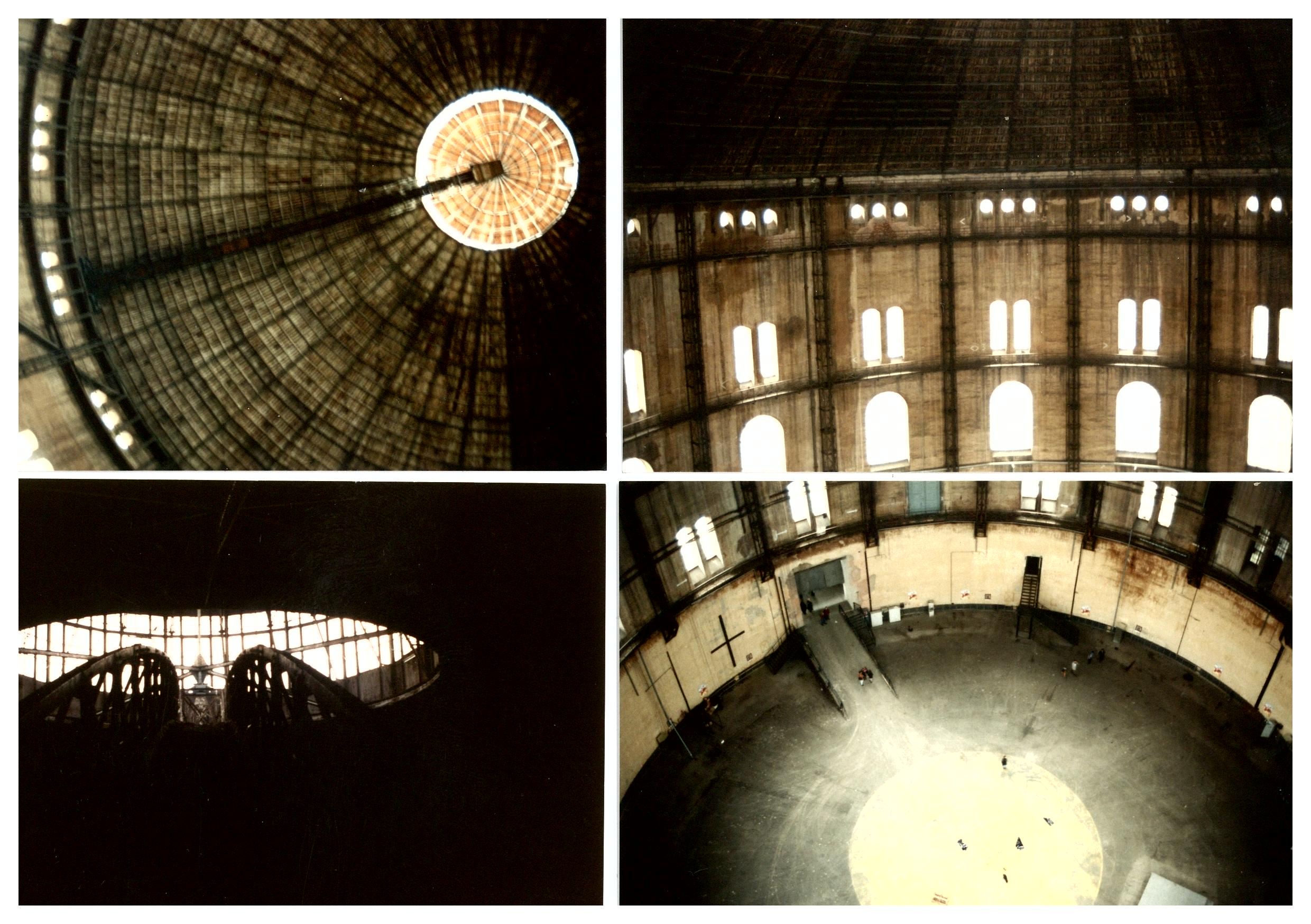
Das noch leere Innere eines Gasometers vor Baubeginn der Wohnungen ca. 1998

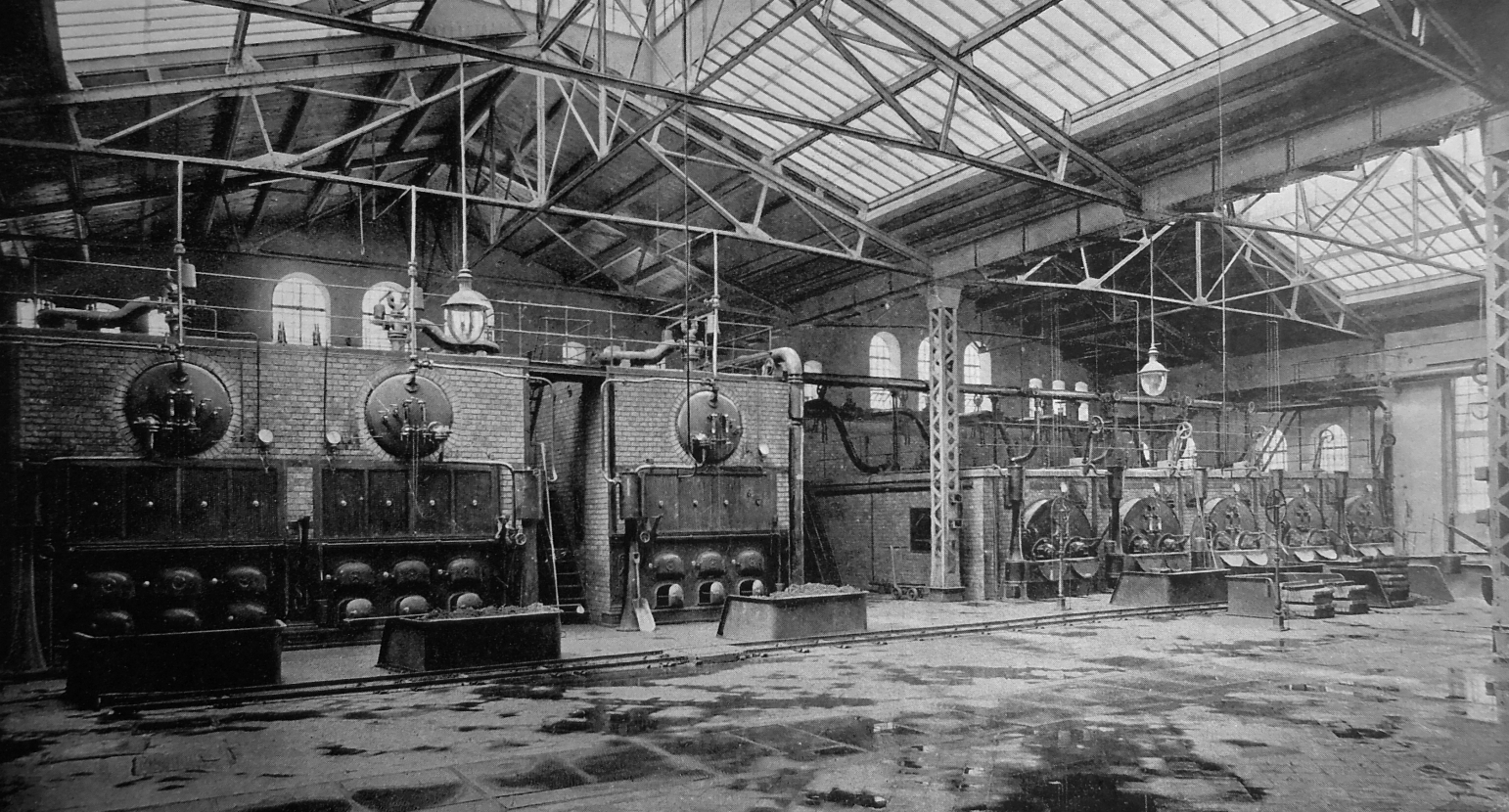
Im Inneren des Kesselhauses

In den Gasometern wurde das Stadtgas, welches durch die sogenannte Kohlevergasung im Ofenhaus aus der Trockendestillation von Steinkohle und anschließende Gaswäsche im Waschhaus gewonnen wurde, gespeichert, bevor es zum Verbrauch in das Gasnetz abgegeben wurde. Das Stadtgas wird auch als Kohlengas, Kokereigas oder Leuchtgas bezeichnet, da es zunächst für die Straßenbeleuchtung mittels Gaslaternen auf den öffentlichen Straßen benutzt wurde. Erst ab 1910 etablierte sich auch die Nutzung zum Kochen und Heizen in Privathäusern.
Neben den Gasometern zur Gasspeicherung bestand das Gaswerk Simmering aus dem Ofenhaus zur Kohlevergasung, dem größten Gebäude der Anlage mit 18 zentrisch angeordneten, 35 m hohen Kaminen, und daran anschließend Gebäude zur Kohlegasreinigung mit Teerabscheider, Ammoniakwaschanlage und Naphthalinwaschanlage sowie verschiedene Betriebs- und Verwaltungsgebäude. Zur Erzeugung des Rohgases dienten 180 im Ofenhaus untergebrachte Öfen mit je neun schrägliegenden Retorten und eine freistehende Schrägkammerofenanlage. Im Kühlerhaus fand die Abscheidung von Teer und Ammoniak aus dem Rohgas statt, zum Transport des Stadtgases im Leitungsnetz dienten zwölf durch Dampfmaschinen angetriebene, im Gassaugerhaus aufgestellte Exhaustoren. Die Kohlegaserzeugung wurde bis zum Jahr 1966 betrieben, danach bis zum Betriebsende des Gaswerkes 1975 die Spaltgaserzeugung.
Nach der Umstellung von Stadtgas auf Erdgas Mitte der 1970er Jahre – das Stadtgas ist wegen seines hohen Anteils an Kohlenmonoxid giftig – wurden die Gasometer 1984 stillgelegt. Erdgas wird heute in unterirdischen Gaslagern oder in Kugelgasbehältern unter hohem Druck bei deutlich kleinerem Volumen gelagert, als dies in den großen voluminösen Teleskopgasbehältern möglich ist. Seit 1981 stehen die Gasometer und andere Gebäudeteile wie ehemalige Verwaltungsgebäude und der ursprünglich vor dem abgerissenen Ofenhaus stehende Wasserturm unter Denkmalschutz.

### Revitalisierung nach Stilllegung als Gasbehälter
Die Gemeinde Wien als Eigentümerin der städtischen Gaswerksgesellschaft engagierte sich für eine Umnutzung und Revitalisierung der denkmalgeschützten Gebäude. In einer Zeit der Ideenfindung fanden in den riesigen, von ihren technischen Einbauten befreiten Kuppelräumen unter anderem Ausstellungen statt, etwa die Hundert-Jahresausstellung der SPÖ. Museale Nutzungen, etwa durch das Technische Museum Wien, standen in Diskussion, es gab auch Gazometer-Raves, und Filmaufnahmen zum James-Bond-Film Der Hauch des Todes fanden statt. Aus dieser Zeit kommt auch die Bezeichnung Gazometer, die für die Raves innerhalb der Gasometer stand. Durch die zylindrische Form war die Musik innerhalb der Gasometer mit einem besonderen Echoeffekt wahrzunehmen, was in der Raverszene für einen weiten Bekanntheitsgrad sorgte. Der Musiker Falco nutzte sowohl die Innen- als auch die Außenansicht der Gasometer für Aufnahmen seines Musikvideos zu Coming Home (Jeanny Part II).

### Suche nach Gesamtnutzungskonzept
1995 fanden Wettbewerbe zur Ideenfindung für die Umnutzung statt. Es gab ausgearbeitete Konzepte zur Nutzung als Hotel- und Messegelände (Architekt Manfred Wehdorn) für die geplante, aber dann abgesagte Weltausstellung in Wien und Budapest. Man entschloss sich zuletzt für die Realisierung einer gemischten Nutzung mit Wohnen, Arbeiten und Entertainment bestehend aus den Wohnungen, einem Studentenwohnheim, Büros, dem Einkaufszentrum und dem Kino.

### Umbaubeginn an den Gasometern
Die vier Architekten Jean Nouvel, Coop Himmelb(l)au (Wolf D. Prix), Manfred Wehdorn und Wilhelm Holzbauer erarbeiteten jeweils für einen der Gasometer die Umgestaltung, die von 1999 bis 2001 realisiert wurde. Die Innereien des Gasometers wurden während der Revitalisierung entfernt – lediglich die Ziegelaußenmauer und der Dachstuhl blieben bestehen. Als Bauträger fungierten die SEG, die GPA und die Gesiba, welche die rund 600 Wohnungen teils als Eigentumswohnungen verkauften und teils als Genossenschaftswohnungen vermieten.
Die Baukosten betrugen 2,4 Milliarden Schilling, umgerechnet rund 174 Millionen Euro. 310 Millionen Schilling (22,5 Millionen Euro) trug die Stadt Wien in Form von Wohnbauförderungsmitteln dazu bei.
Am 30. September 2001 fand die feierliche Eröffnung mit dem anwesenden Bürgermeister statt. Die Bewohner zogen bereits beginnend ab Mai 2001 ein.

## Der Gebäudekomplex

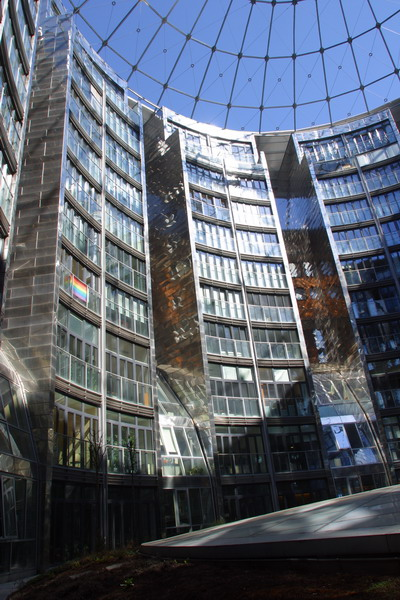
Gasometer A im Inneren

Die Gasometer sind durch einen besonderen Dorfcharakter geprägt. Auf 220.000 m² stehen sie als eigenständige Stadt in der Stadt. Durch die hohe Identifizierung der rund 1500 Bewohner der Gasometer mit dessen Wohnraum erfolgte die Bildung einer großen Wohngemeinschaft, die sowohl virtuell in einer Gasometer Community als auch real als Verein und gelebte gemeinschaftliche Nachbarschaft existiert. Zahlreiche Diplomarbeiten und Dissertationen im Bereich der Psychologie, Raumplanung und Architektur sowie Publizistik widmeten sich diesem Phänomen.
Über den „Gaswerksteg“ kann die nahe gelegene Praterau erreicht werden.

### Nutzung

Logo des Gesamtkomplexes

Durch alle vier Gasometer hindurch bis in den Zubau „E“ erstreckte sich bis zur Neuausrichtung ein 450 Meter langes Einkaufszentrum mit insgesamt rund 70 Geschäftslokalen (Einzelhandel, Gastronomiebetriebe), das im Gasometer A über drei Etagen verläuft und in den anderen nur ein bzw. zwei Etagen einnimmt. In den Untergeschoßen unterhalb des Einkaufszentrums befinden sich Tiefgaragen. Alle vier Gasometer sind oben offen und erhalten durch den alten Dachstuhl ihre alte Silhouette. Sie weisen lediglich „Windgleitbleche“ auf.
Durch einen „Skywalk“ (Glasbrücke), der zwischen den Gasometern „C“ und „D“ an den Hauptkorridor angeschlossen ist und die Guglgasse überquert, gelangt man in ein ebenfalls dem Komplex angehörendes Gebäude namens Entertainmentcenter bzw. ursprünglich „Pleasuredome“. Darin befindet sich ein Kino mit 12 Sälen, welches von der Kima Cinemas Vienna sowie der Familie Hueber betrieben und von der Megaplex-Kinogruppe genutzt wird, nachdem der ursprünglich vorgesehene Betreiber Loews Cineplex Entertainment Corporation in Konkurs ging. Der gesamte öffentliche Einkaufs- und Unterhaltungsabschnitt des Komplexes nannte sich einst „G-town“, später „Gasometer City“, tritt jedoch jetzt unter der Bezeichnung „Music City“ auf.

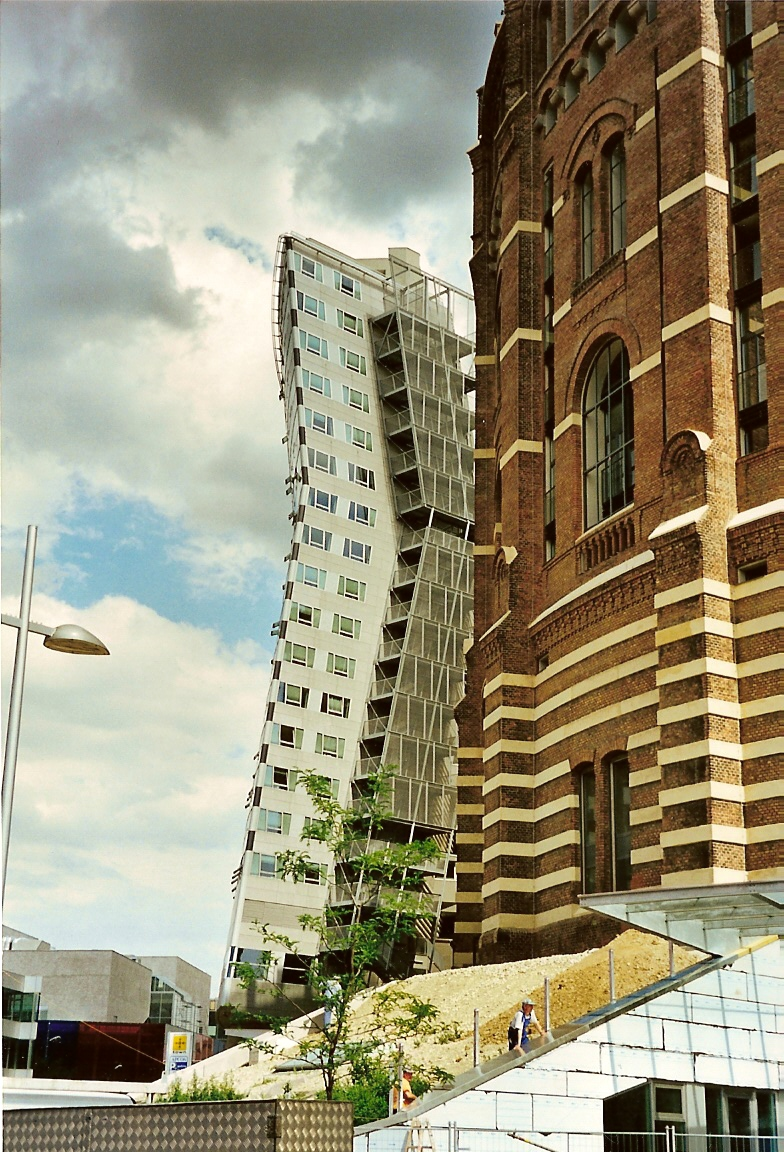
Der „Schild“ vor dem „Gasometer B“ als Markenzeichen für die neuen Gasometer

Da dem für 50.000 Personen konzipierten Einkaufszentrum nur 1.500 Gasometer-Bewohner gegenüberstehen und sich in der näheren Umgebung weitere Einkaufszentren an der Simmeringer und der Landstraßer Hauptstraße befinden, kämpfen die Geschäfte in den Gasometern seit der Eröffnung um Kundschaft. Ende des Jahres 2007 standen sämtliche Geschäftslokale im Zubau „E“ und etwa ein Drittel der Geschäftsflächen in den Gasometern „A“ bis „D“ leer. Mangelnde Immobilienerlöse aus dem Gasometer-Bau waren zusammen mit Fehlkalkulationen beim Zaha-Hadid-Bau am Donaukanal wesentliche Ursachen für den Konkurs des Bauträgers SEG.
Laut einem Rechnungshofbericht von 2011 wurde die Generalmiete der Geschäftsflächen in den Jahren 2007 bis 2009 nur zu 50 % erwirtschaftet.
Nach langjährigen Plänen der Neuausrichtung wurde 2012 das klassische Einkaufszentrumskonzept aufgegeben, die Einzelhandelsflächen deutlich verkleinert und im selben Jahr alle im Gasometer A konzentriert. In ihm befinden sich nun auf drei Etagen rund 30 Geschäfte. Im März 2011 waren hier noch elf Prozent der Flächen zu vergeben. Das Konzept der übrigen ehemaligen Fläche des Einkaufszentrums wird nun auf den Schwerpunkt Musik ausgerichtet. Dementsprechend wurden auch Logo und Werbeauftritt des Komplexes von „Gasometer City“ zu „Music City“ geändert. Gasometer B wurde dafür bis Frühjahr 2013 umgebaut. Mieter sind hier nun die Electronic Music Academy (EMA), das Jam Music Lab und die Pop-Akademie Wien. Im Herbst 2014 expandierte das Performing Center Austria in die Gasometer Music City. Auf 2500 m² eröffneten dann im Gasometer C 10 Tanz- und 7 Musikstudios. Im Gasometer D eröffnete im Jahr 2010 ein Musikfachgeschäft auf 3500 Quadratmetern und nimmt hier nahezu die gesamten Handelsflächen ein.

#### Gasometer A

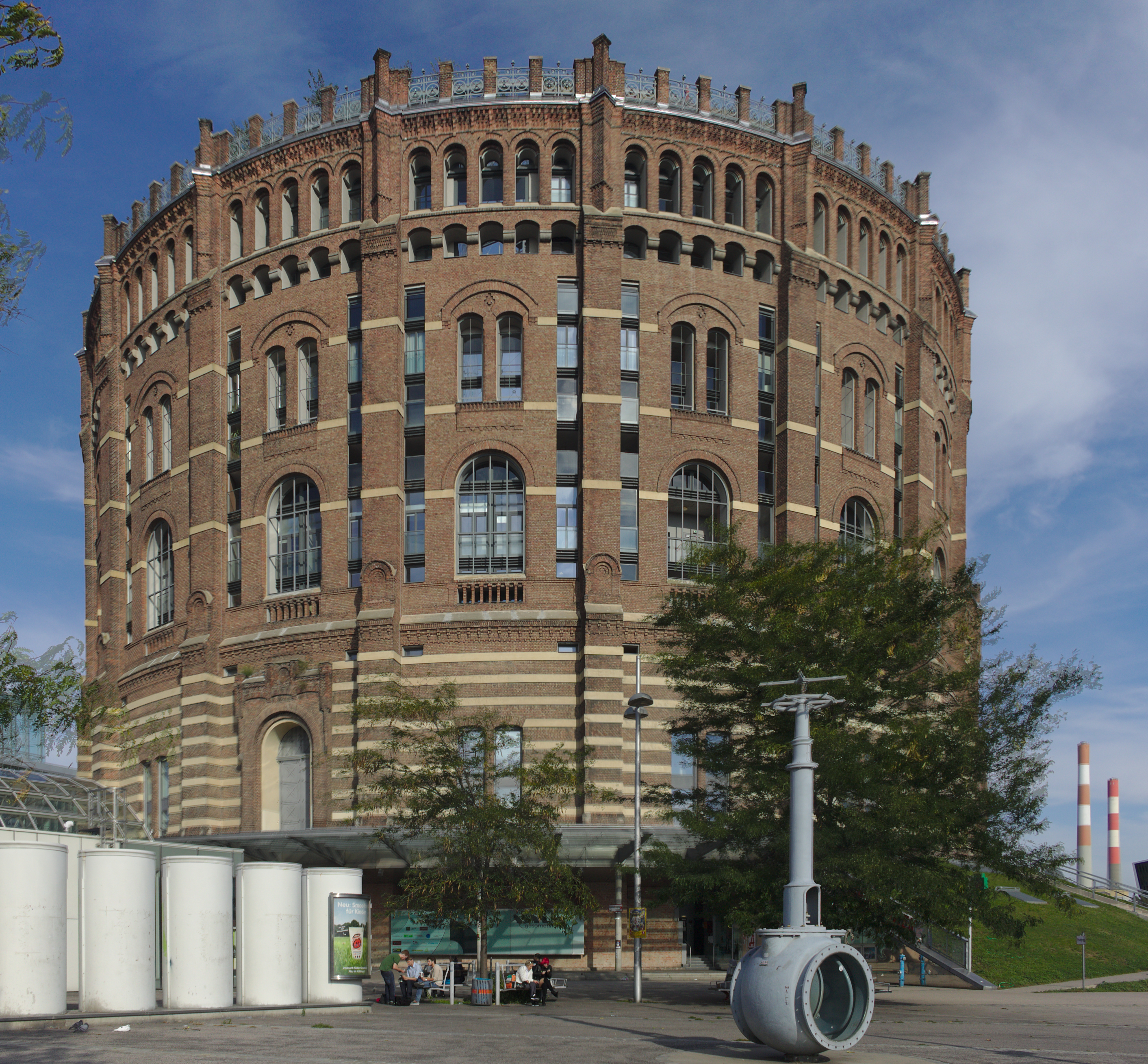
Gasometer A, links die U-Bahn-Station Gasometer

Der französische Architekt Jean Nouvel entwarf 2001 den Wohnungsaufbau in diesem Gasometer ringförmig in 9 einzelnen Gebäuden, welche sich an die Hüllmauer anschmiegen. In den 8 Wohnetagen, die erst in einer Höhe von etwa 25 Metern beginnen, befinden sich rund 120 Wohnungen, die in 2er-Blöcke aufgeteilt sind. Zwischen den 9 Einzelgebäuden befinden sich Spalte in der Breite von etwa einer Wohnung, welche die denkmalgeschützte Gasometerfassade mit ihren hohen Fenstern sichtbar machen. Dadurch, auch durch die Glasfronten der Wohnungen und die verspiegelten übrigen Wände, wird eine hohe Ausnutzung des Sonnenlichts erreicht.
Unter den Wohnungen liegen drei Büroetagen, drei Geschäftsetagen des Einkaufszentrums und eine Tiefgarage. Die an den Gasometer „A“ angrenzende U-Bahn-Haltestelle befindet sich direkt vor dem Haupteingang des Einkaufszentrums. Weiters befinden sich in der zweiten bis vierten Etage Büroräumlichkeiten, die vormals im Eigentum der CEE Immobilien Development AG standen.

#### Gasometer B
„Gasometer B“ wurde vom Wiener Architektenduo Coop Himmelb(l)au geplant. Er ist von außen leicht erkennbar, da er einen schildartigen Zubau vorweist – ein 18-stöckiges Wohngebäude. Der ehemalige Gasbehälter und der Zubau enthalten insgesamt 254 Wohnungen. Laut Mitarchitekt Wolf D. Prix sei der „Schild“ „das Zeichen für den neuen Inhalt der Gasometer. Würde der Schild nicht da stehen, wüsste man nicht einmal, dass dort etwas Neues entstanden ist.“ Auch dass die Veranstaltungshalle in dem von ihnen gestalteten Gasometer untergebracht ist, kommt nicht von ungefähr, da Coop Himmelb(l)au „immer für gemischt genutzte Gebäude plädiert habe“, so Prix weiter.
Die 1400 m² große Veranstaltungshalle fasst 4.200 Personen und hat für Wien eine besondere Bedeutung, da zwischen der bis zu 16.000 Besucher fassenden Wiener Stadthalle und den anderen Veranstaltungslokalitäten mit maximal 1.500 Besuchern (Halle Oberlaa) bisher eine große Lücke klaffte und Musikgruppen, die die Stadthalle nicht zu füllen vermochten, für die meisten kleineren Veranstaltungsorte zu teuer waren.
Die Wohnungen innerhalb des Gasometers schmiegen sich in Form eines lückenlosen Kreises an die Mauern des Gasometers und lassen in der Mitte nur einen rund 20 Meter Durchmesser großen Lichtdurchlass frei. Die Fenster der einzelnen Etagen im Turm reihen sich dicht aneinander.

##### Studentenheim

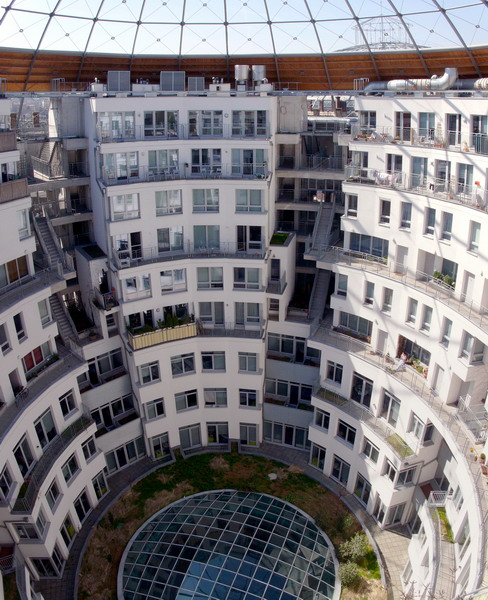
Gasometer C innen

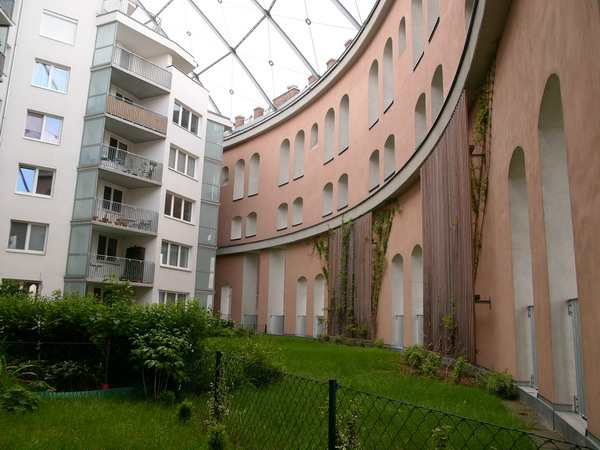
Gasometer D im Inneren

Die untersten vier bis fünf Etagen des Wohnbereichs im Gasometer „B“ nimmt ein Studentenheim ein. Auf der Gesamtnutzfläche von 5850 m² befinden sich 247 Heimplätze, die in 73 verschiedene Appartements untergebracht sind (bis 115 m² große Wohnungen mit 199 Einbettzimmern und 24 Zweibettzimmern). Es gibt zahlreiche Gemeinschaftsräume wie Clubraum, Gemeinschaftsküche, Fitnessraum, Saunabereich, Proberaum und Waschküche. Das Studentenheim wird von der Wohnbauvereinigung für Privatangestellte der GPA betrieben. Im Herbst 2006 wurde eine Erweiterung des Studentenheimes in unmittelbarer Nähe zu den Gasometern nebst einem Evangelischen Privatgymnasium und Seniorenheim eröffnet.

#### Gasometer C
Der Wiener Architekt Manfred Wehdorn, der auf „Einfachheit“ und dennoch maximalen Wohnkomfort zielt, baute den Gasometer „C“ um. Die 92 auf 6 Stockwerke verteilten Wohnungen mit weißer Fassade sind nach oben hin abgestuft, womit eine stärkere Besonnung der unteren Geschoße erreicht wird. Die Wohnungen beginnen in einer Höhe von rund 32 Meter über dem Straßenniveau. Zwischen den Wohngeschoßen und dem Einkaufszentrum befand sich bis 2014 auf drei Geschoßen das Büro bzw. der Geschäftssitz des Mobilfunkanbieters Hutchison Drei Austria.
Im Innenhof befindet sich eine große Glaskuppel, die die darunter befindliche „main mall“ durchscheinen lässt und dieser Sonnenlicht verschafft. Um die Kuppel zieht ein rund vier Meter breiter Grünstreifen, auf dem Bäume gepflanzt wurden. Mit dem nach oben abgestuften Innenhof wurden Terrassen und Laubengänge geschaffen, die mit Blumenbeeten und Bäumen bepflanzt sind. Wehdorn wollte hier das „grüne“ Konzept eines Arboretums verwirklichen.
Unter dem zentralen Gang des ehemaligen Einkaufszentrums liegt eine öffentliche Parkgarage.

#### Gasometer D
Als einziger Gasometer weist der von Wilhelm Holzbauer gestaltete Gasometer „D“ keinen zentralen Innenhof auf, ist aber dennoch der einzige, in dem jede der 119 Wohnungen über eine kleine Grünfläche oder zumindest eine Loggia verfügt. Der Wohnturm im Zentrum des Gasometers weist die Grundform eines Kreises mit drei rechteckigen „Armen“ auf. Zwischen diesen drei gleich großen „Armen“ befinden sich drei ebenso große Grünflächen. Mitgrund für diese Form ist auch, „dass sich die Leute nicht gegenseitig in die Wohnungen sehen, oder alle in denselben Hof blicken müssen“, wie Holzbauer erwähnt.
Unter den Wohnungen, die in 31 Metern Höhe über der Guglgasse beginnen, befindet sich auf drei oberirdischen Geschoßen und drei Depotgeschoßen die Magistratsabteilung 8, das Wiener Stadt- und Landesarchiv. Die Einkaufsbereiche finden sich hier nur noch in einem Ausläufer, da der zentrale Gang des Einkaufszentrums zwischen den Gasometern „C“ und „D“ nach links in den Zubau „E“ abgebogen ist.

## Auszeichnungen und Kritik

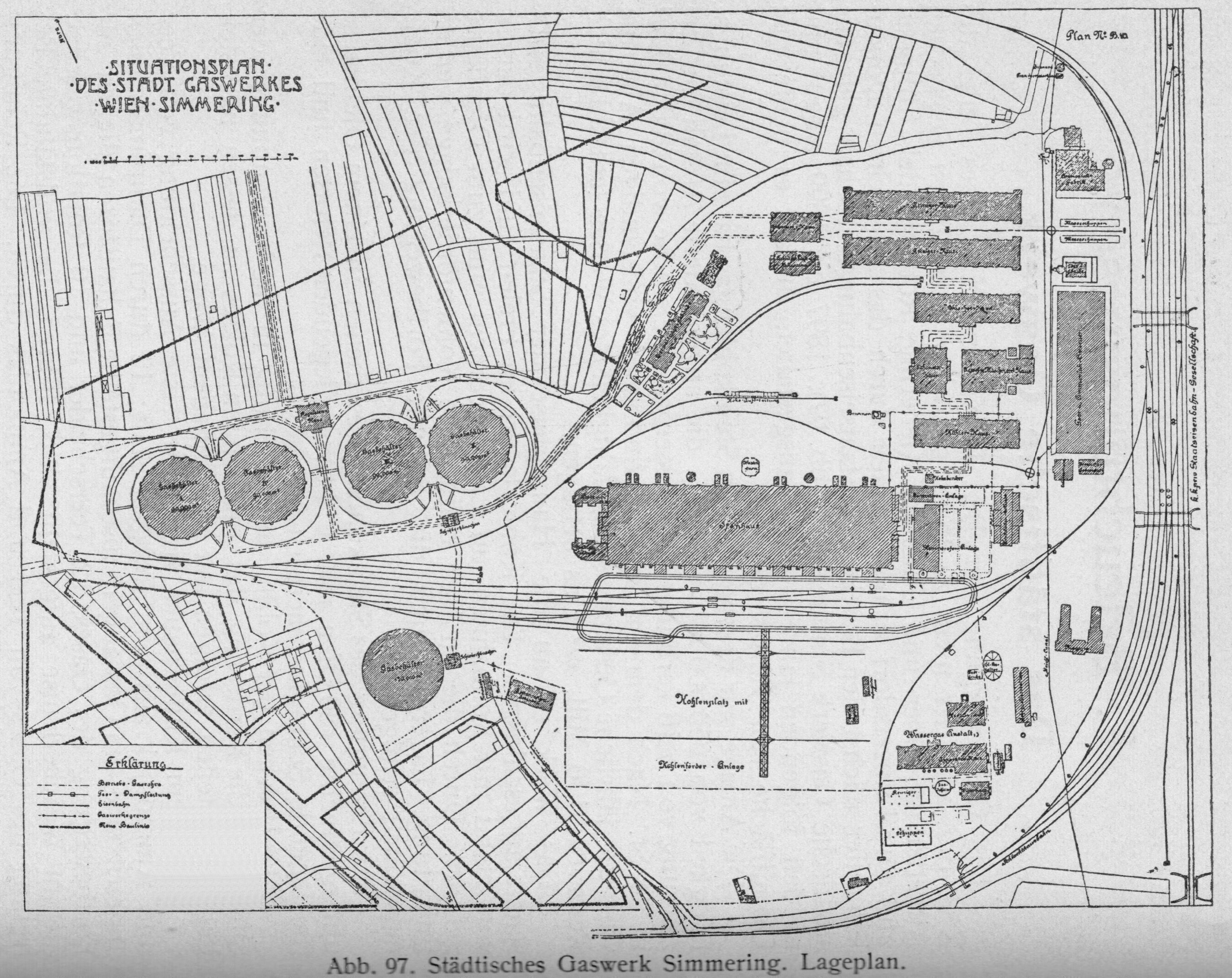
Lageplan Gaswerk Simmering, um 1910; südlich der vier in der Fassade erhaltenen Gasometer ist der fünfte, im Jahr 1981 abgerissene Gasometer zu erkennen.

- Österreichischer Bauherrenpreis 2001
- Die neue „G-Town“ bzw. „Gasometer City“ wurde um ihre Eröffnung mit großer Intensität in den elektronischen und den Printmedien beworben, etwa durch zahlreiche mehrseitige Sonderbeilagen in Zeitungen.[16] Dennoch kam es von Anfang an auch zu kritischen Wortmeldungen.[17] Ungelöst erscheint bis heute das Problem einer nachhaltigen Aufwertung der Wohnlage in einem nach wie vor industriell und gewerblich geprägten Ambiente. Das Schicksal des kränkelnden, zu groß angelegten Einkaufszentrums ist trotz nunmehriger Neuausrichtung zur „Music City“ ungewiss. Gegenüber der Umnutzung, wie sie beim Panometer Dresden und Panometer Leipzig stattgefunden hat, ist zudem der gänzliche Verlust aller vier der riesigen Kuppelräume zu konstatieren.[18]